# St. Georg (Pfaffroda)

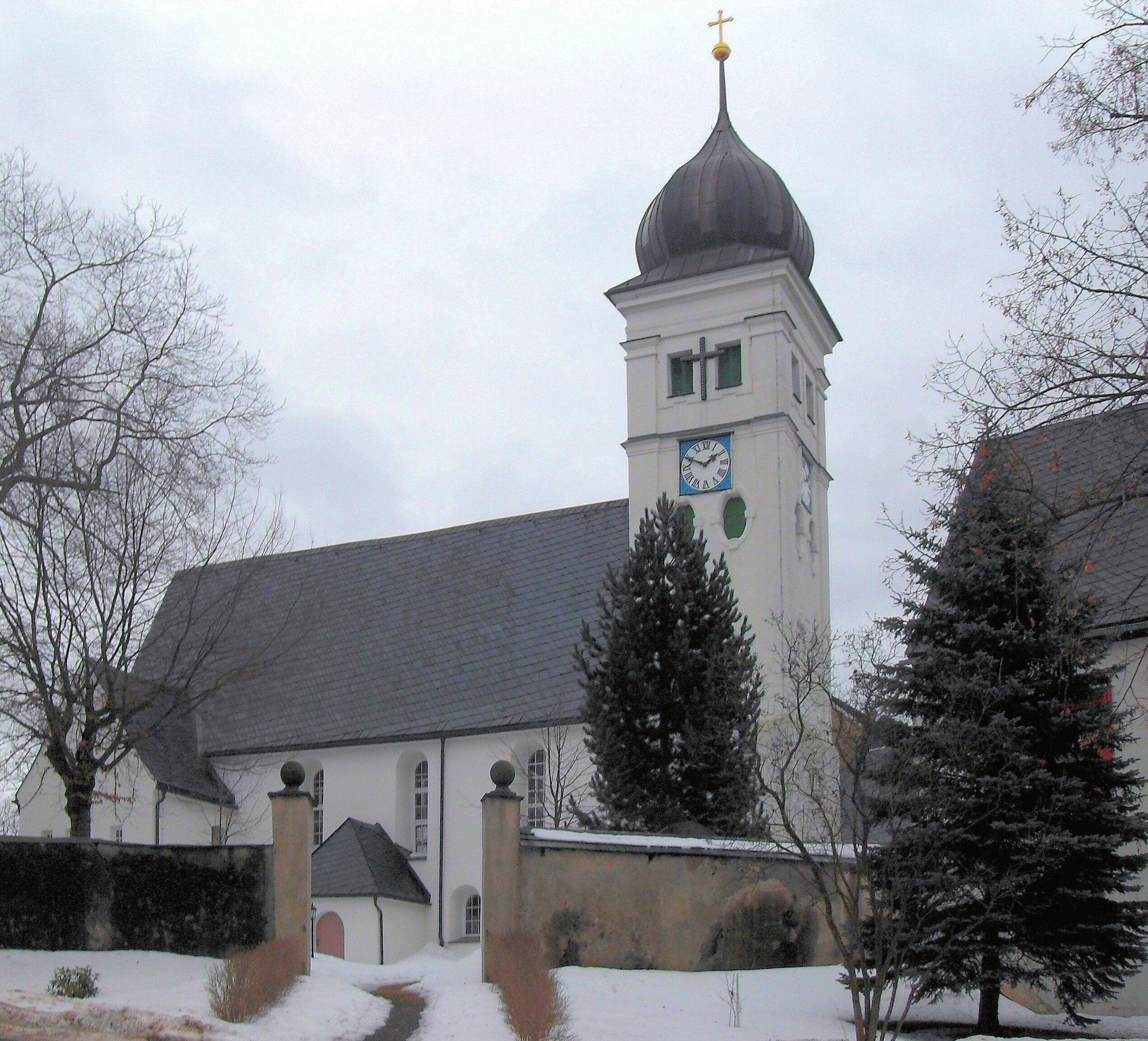
St. Georg in Pfaffroda, Ansicht von Norden

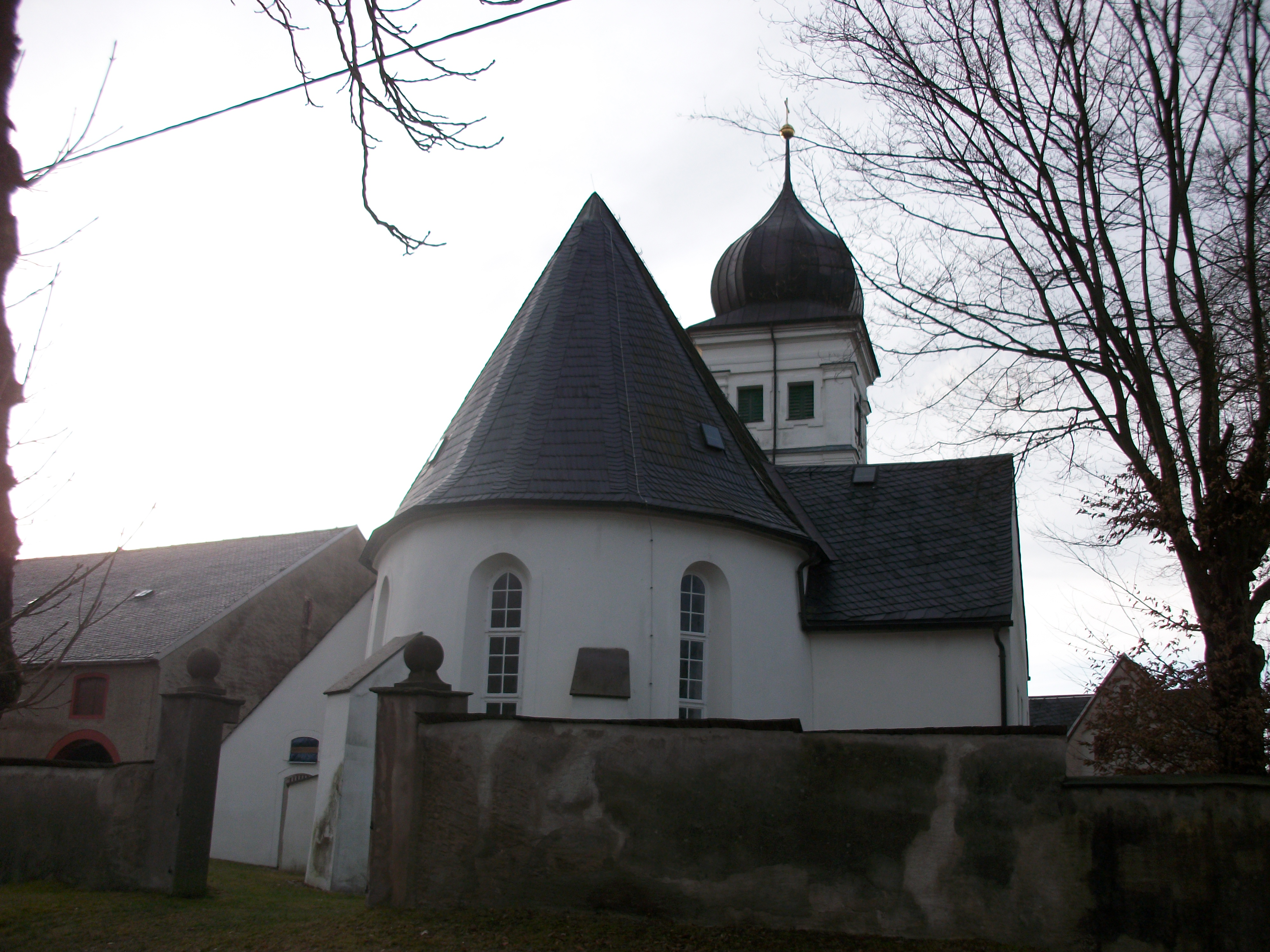
Ansicht von Osten

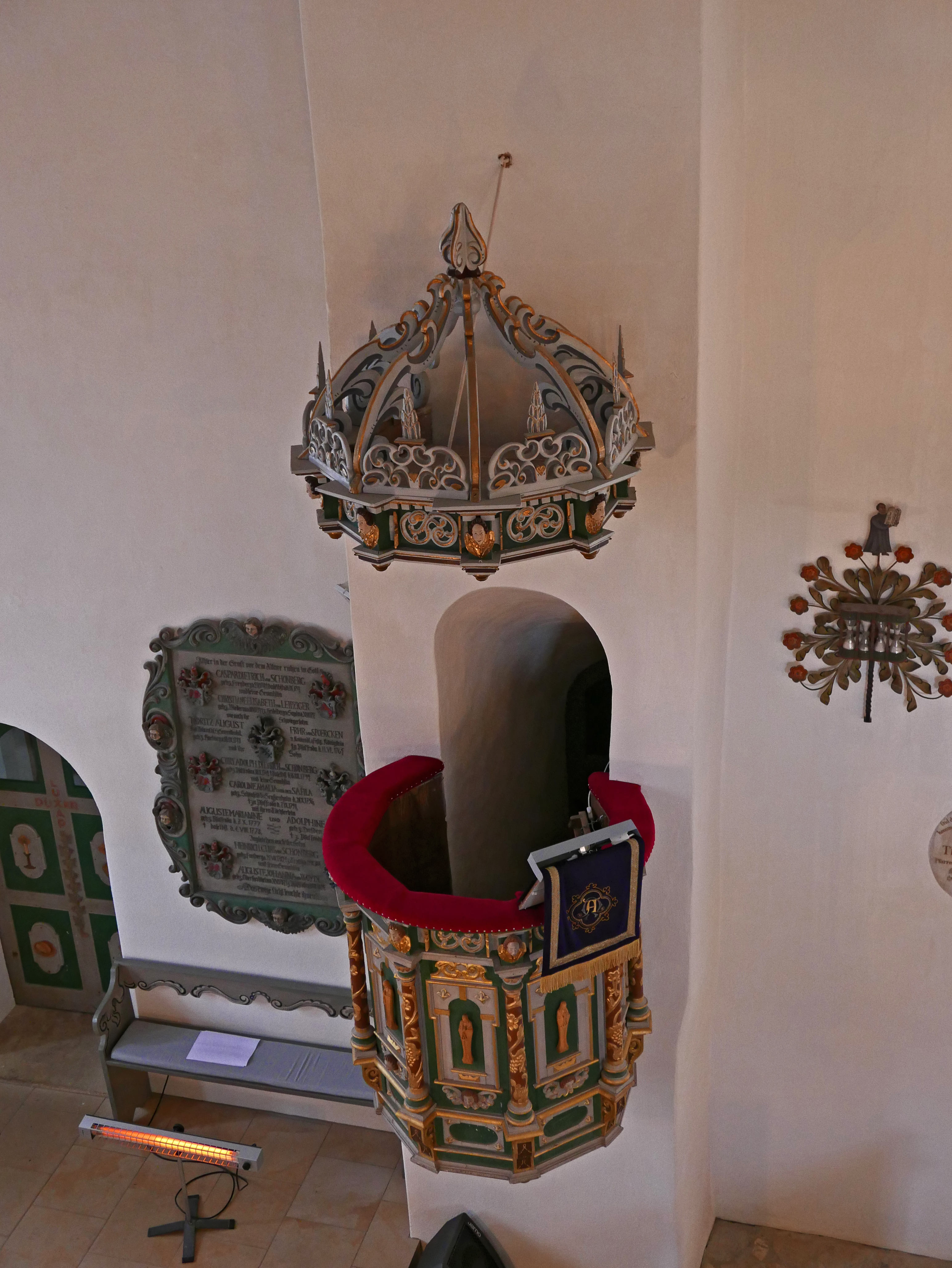
Kanzel, rechts Kanzelsanduhr

Die evangelische Dorfkirche St. Georg ist eine spätgotische, barock überformte Saalkirche im Ortsteil Pfaffroda von Olbernhau im Erzgebirgskreis in Sachsen. Sie gehört zur Kirchengemeinde Pfaffroda im Kirchspiel Olbernhau im Kirchenbezirk Marienberg der Evangelisch-Lutherischen Landeskirche Sachsens und ist vor allem für ihre Orgel von Gottfried Silbermann bekannt.

## Geschichte und Architektur
Die Dorfkirche Pfaffroda ist eine um 1480 errichtete, im Kern spätgotische Saalkirche, die nach einem Brand im Jahre 1645 erweitert wurde. Restaurierungen erfolgten in den Jahren 1988 bis 1993. Die Kirche ist  ein verputzter Bruchsteinbau mit einem unregelmäßig halbrunden Ostschluss und einem Westturm aus dem Jahr 1671 mit quadratischem Grundriss. Die Fenster und Schallöffnungen zeigen breite Rahmungen; als Abschluss wurde eine welsche Haube aufgesetzt. Nachdem der Orkan Kyrill am 17./18. Januar 2007 die Bekrönung in Schieflage gebracht hatte, wurde der Turmknopf mit Kreuz abgenommen und restauriert.
Das helle und freundliche Innere zeigt an der flachen, mit Akanthusranken bemalten Decke einen umlaufenden Karniessims. An drei Seiten sind Emporen angeordnet, die an der Nord- und Südseite eine zweigeschossige Hängekonstruktion zeigen. An der Ostseite wurden die Emporen und Logen bei der Restaurierung 1988–1993 entfernt. Die Brüstungen sind mit Akanthusranken, Engeln, Evangelistensymbolen und weiteren christlichen Symbolen bemalt. Der Chor ist durch den Wandvorsprung als eine Erweiterung von 1645 erkennbar.
Die seitlichen Emporen sind durch senkrechte Pfosten untereinander und mit der Decke verbunden, nicht aber mit dem Boden. Die Pfosten sind also keine Stützen, sondern die Emporen hängen an der freitragenden Decke. Mithin ist St. Georg eine Saalkirche.

## Ausstattung
Hauptstück der nach 1645 entstandenen Ausstattung ist der barocke Altar, der 1671 von Caspar und Elisabeth von Schönberg gestiftet wurde. Er zeigt in der Predella eine Darstellung des Abendmahles, im Hauptfeld die Kreuzigung und abschließend die Himmelfahrt Christi als künstlerisch wertvolle Gemälde des 17. Jahrhunderts. Bei der Restaurierung in den Jahren 1991–1998 wurde der Altar wiederhergestellt.
Die barocke Kanzel und der Schalldeckel sind reich vergoldet und verkröpft sowie mit Engelsköpfen verziert. Das Original der Kanzelsanduhr von etwa 1680 befindet sich seit 1945 im Mathematisch-Physikalischen Salon im Dresdner Zwinger, neben der Kanzel wurde eine Kopie angebracht.
Die farbig gefasste Taufe aus Sandstein ist an der achteckigen Kuppa mit Engelsköpfen und Wappen geschmückt, zeigt am Fuß vier Kinderfiguren und stammt von 1635.

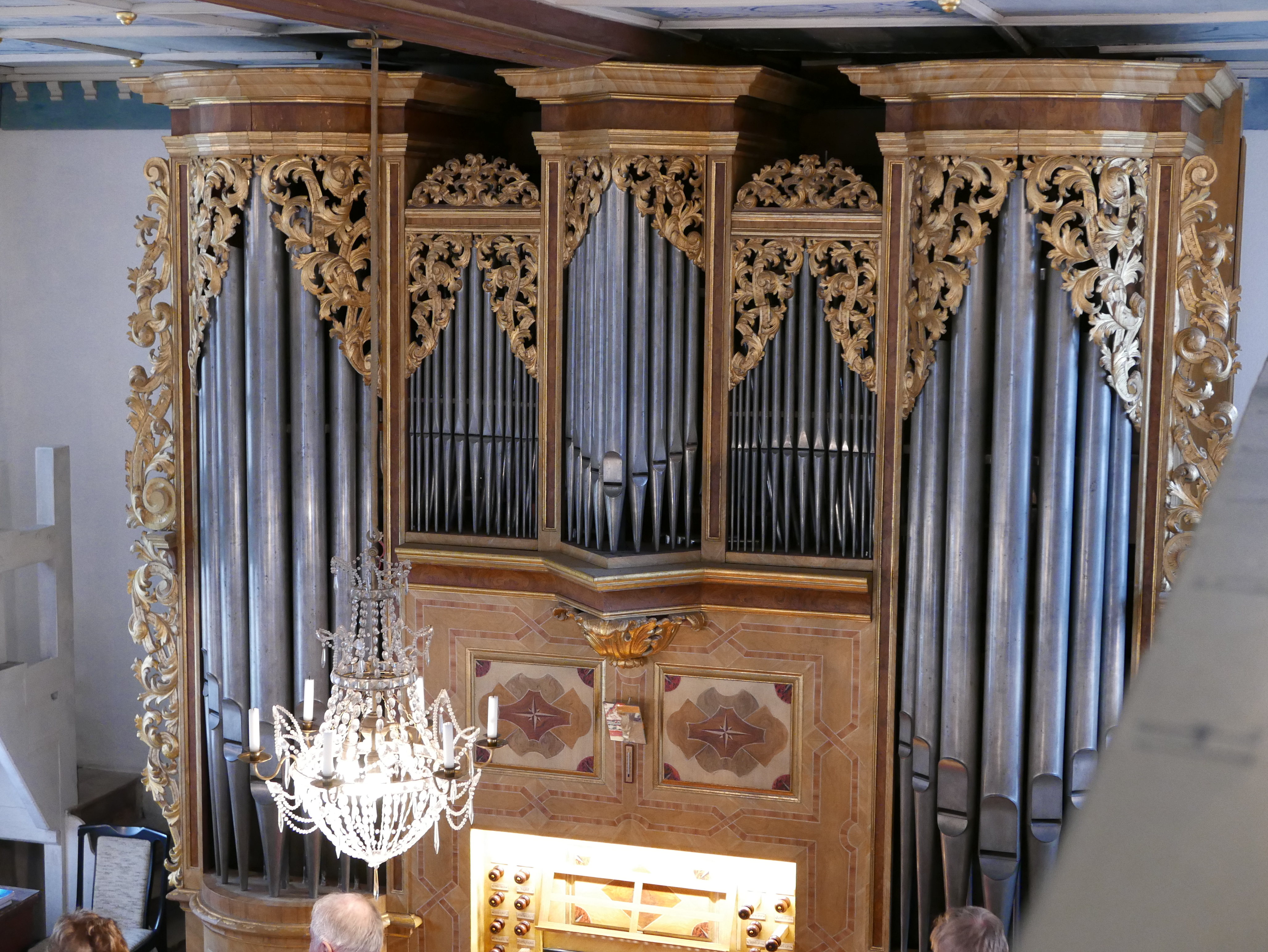
Silbermannorgel

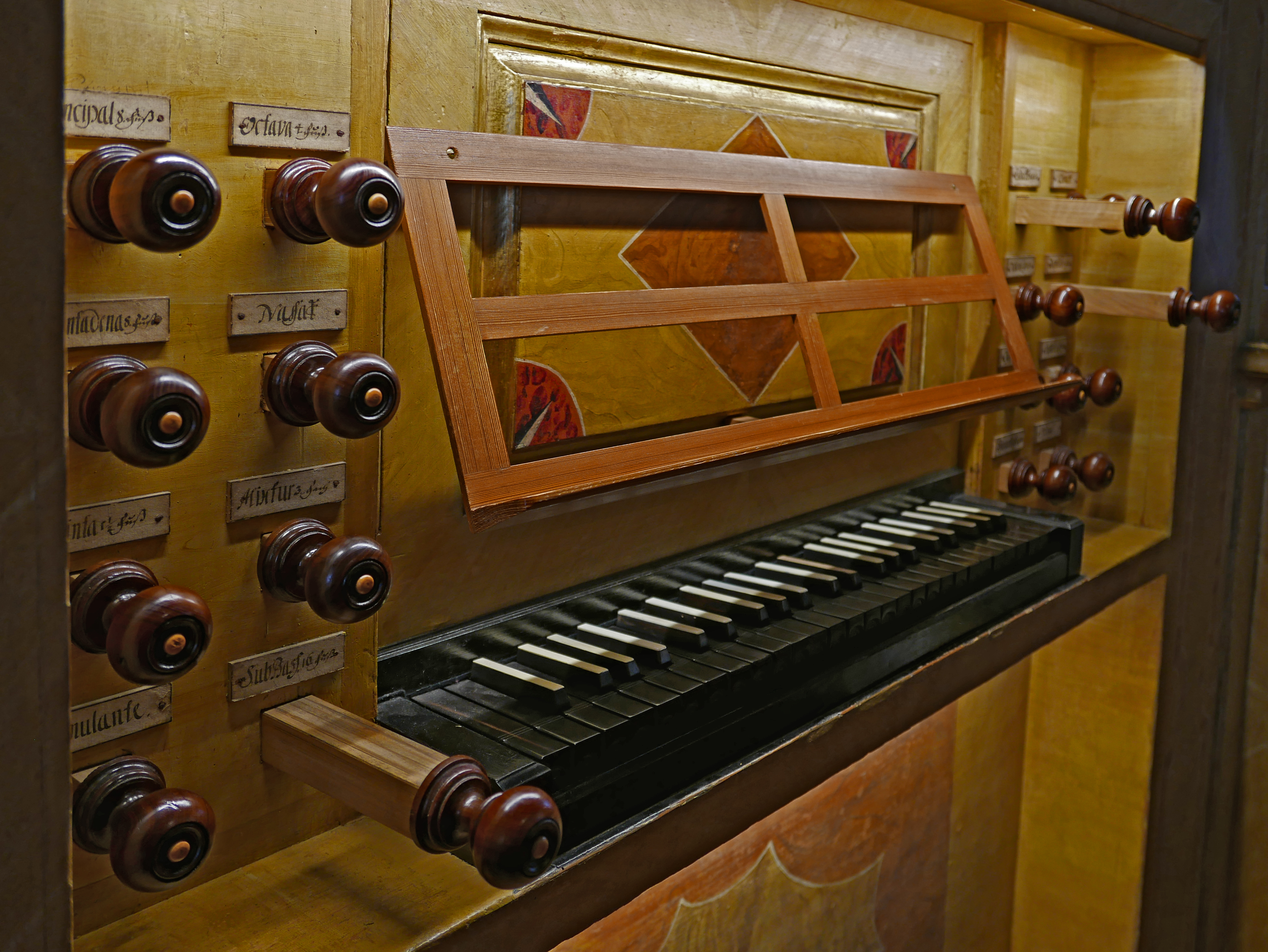
Spielschrank

## Orgel
Die Orgel ist ein frühes Werk von Gottfried Silbermann aus dem Jahr 1715 mit 14 Registern auf einem Manual und Pedal. Die Fassung des Gehäuses wurde durch den Dresdner Maler Johann Christian Bucaeus vorgenommen. Nach mehreren Pflegearbeiten im 19. Jahrhundert wurde 1928 die Orgel durch Umhängen der Traktur durch die Firma Alfred Schmeisser tiefer gestimmt. Im Jahr 1967 wurde durch Wilhelm Rühle die Spieltraktur rekonstruiert, ein 1928 hinzugefügtes Register wieder entfernt und die ursprüngliche Stimmtonhöhe mit einer ungleichschwebenden, jedoch nicht originalen Temperatur wiederhergestellt. 1966 wurde die Gehäusefassung durch Werner Pitzschler restauriert. Weitere Instandsetzungen durch Rühle erfolgten in den Jahren 1983, 1992/1993 und 2015, wobei unter anderem die Windladen restauriert und beschädigte Zinnpfeifen repariert wurden. Die Disposition lautet:
| Manual CD–c3     |       |
| Principal        | 8′    |
| Gedackts         | 8′    |
| Quintadena       | 8′    |
| Octava           | 4′    |
| Rohrflöte        | 4′    |
| Nasat            | 3′    |
| Octava           | 2′    |
| Qvinta           | 1 ⁄2′ |
| Sufflöte         | 1′    |
| Cornet V (ab c1) |       |
| Mixtur III       |       |
| Cimbeln II       |       |

| Pedal CD–c1  |     |
| Sub Baß      | 16′ |
| Posaunen Baß | 16′ |

- Nebenregister: Tremulant, Klingel

Anmerkungen
- Tonhöhe: a1 = 483 Hz
- Stimmung: ungleichschwebend
- Winddruck: etwa 75 mmWS

## Geläut
Das Geläut besteht aus drei Eisenhartgussglocken, der Glockenstuhl und die Glockenjoche sind aus Stahl beziehungsweise Gusseisen gefertigt.
Im Folgenden eine Datenübersicht des Geläutes:
| Nr. | Gussdatum | Gießer                                 | Material      | Durchmesser | Masse  | Schlagton |
| --- | --------- | -------------------------------------- | ------------- | ----------- | ------ | --------- |
| 1   | 1950      | Glockengießerei Schilling & Lattermann | Eisenhartguss | 1220 mm     | 753 kg | as′       |
| 2   | 1950      | Glockengießerei Schilling & Lattermann | Eisenhartguss | 950 mm      | 355 kg | c″        |
| 3   | 1950      | Glockengießerei Schilling & Lattermann | Eisenhartguss | 790 mm      | 204 kg | es″       |